# انیمیشن اسکلتی

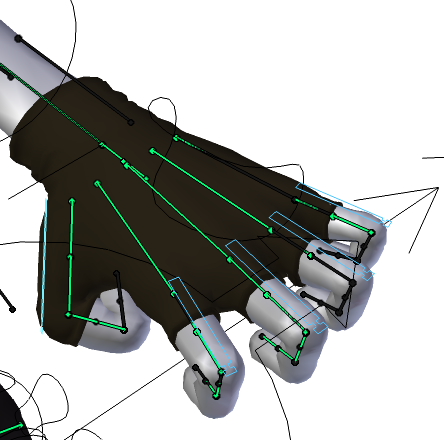
"استخوان ها" (به رنگ سبز) برای حالت دادن به دست استفاده می شوند. در عمل، "استخوان ها" اغلب با اشیا-کاربر پسندترپنهان شده و یا به سادگی قابل مشاهده نیستند. در این مثال از پروژه منبع باز Blender ، این "دستگیره ها" (به رنگ آبی) برای خم کردن انگشتان کوچک شده اند. استخوان ها هنوز هم تغییر شکل را کنترل می کنند، اما انیمیشن سازان فقط دستگیره ها را می بیند.

انیمیشن اسکلتی یا فرایند تنظیم شخصیتی یا ریگینگ (به انگلیسی: Rigging) یک تکنیک در انیمیشن رایانه ای است که در آن یک شخصیت (یا یک شیء مفصل دار) در دو قسمت نشان داده می شود: نمایشی از سطح، برای ترسیم شخصیت (به نام مش یا پوست ) و یک مجموعه سلسله مراتب از قطعات بهم پیوسته (به نام استخوان ها، و در مجموع اسکلت)، در واقع یک آرماتور مجازی برای متحرک سازی استفاده می شود.
در حالی که این روش اغلب برای متحرک سازی انسانها و سایر اشکال طبیعی مورد استفاده قرار می گیرد، اما این کار فقط برای بصری تر شدن روند انیمیشن مورد استفاده قرار می گیرد و می توان از همین روش برای کنترل تغییر شکل هر شیء به مانند یک در، قاشق، ساختمان و یا یک کهکشان استفاده کرد. هنگامی که شیء متحرک، عمومی تر و فرای به عنوان مثال یک شخصیت انسان نما باشد، مجموعه "استخوان ها" ممکن است سلسله مراتبی یا بهم پیوسته نباشند، اما صرفاً نمایانگر سطح بالاتری از حرکت بخشی از مش است که در آن تأثیر می گذارد.
این روش در سال 1988 توسط نادیا مگنات تالمان، ریچارد لاپریر و دانیل تالمان معرفی شد.  این تکنیک تقریباً در همه سیستم های ساخت انیمیشن استفاده می شود، که رابط های کاربری ساده به سازندگان انیمیشن امکان کنترل الگوریتم های پیچیده و مقدار زیادی هندسه را می دهد، به ویژه از طریق حرکت شناسی معکوس و سایر تکنیک های "هدف گرا". در اصل هدف این روش هرگز تقلید از آناتومی واقعی یا فرایندهای فیزیکی نیست، بلکه فقط کنترل تغییر شکل داده های مش است.

## تکنیک
همانطور که در یک مقاله آموزشی توسط جاش پتی شرح داده شده است: 
"تنظیم شخصیتی، شخصیت های مارا قادر به حرکت می کنند. فرایند تنظیم شخصیت به صورتی است که ما مجسمه ای دیجیتالی را برداریم و شروع به ساخت اسکلت و ماهیچه کنیم و پوستی را به شخصیت بچسبانیم، و ما همچنین مجموعه ای از کنترل ها را می سازیم که سازندگان انیمیشن از آن برای کشیدن و هل دادن بدن مربوطه استفاده کنند."
این تکنیک با ساخت یک سری استخوان مورد استفاده قرار می گیرد (که نیازی به مطابقت با هیچ یک از ویژگیهای کالبدشناسی در دنیای واقعی ندارد) که بعضاً ریگینگ (rigging) نامیده میشود. هر استخوان دارای یک تغییر شکل سه بعدی از حالت اتصال پیش فرض است. (که شامل موقعیت ، مقیاس و جهت گیری آن است) و یک استخوان والد که اختیاری است. بنابراین استخوان ها یک سلسله مراتب را تشکیل می دهند. تبدیل کامل گره کودک یا به اصطلاح زیر مجموعه محصول دگرگونی والد و تغییر شکل خودش است. بنابراین حرکت استخوان ران، ساق پا را نیز حرکت می دهد. همانطور که شخصیت متحرک می شود، استخوان ها تحت تأثیر برخی از کنترل کننده های انیمیشن با گذشت زمان تغییر شکل می دهند. یک ریگ عموماً از دو جنبش سینماتیک رو به جلو و قطعات سینماتیک معکوس تشکیل شده است که ممکن است با یکدیگر تعامل داشته باشند. منظور از انیمیشن اسکلتی، قسمت سینماتیک رو به جلوی ریگ است، جایی که مجموعه کاملی از پیکربندی های استخوان یک حالت منحصر به فرد را مشخص می کند.
هر استخوان در اسکلت در فرایندی به نام پوسته گذاری با بخشی از نمایش بصری شخصیت ( مش ) پیوند خورده است. در متداول ترین حالت با مش چند ضلعی، استخوان با گروهی از رئوس مرتبط است. به عنوان مثال، در یک مدل از انسان استخوان ران با رأس تشکیل دهنده چند ضلعی های ران مرتبط است. قسمت هایی از پوسته شخصیت به طور معمول می تواند با چندین استخوان همراه باشد، هر یک مقیاسی از فاکتورها به نام وزن راس یا وزن مخلوط دارند. بنابراین حرکت پوسته در نزدیکی مفاصل دو استخوان می تواند تحت تأثیر هر دو استخوان قرار گیرد. در اکثر پیشرفته ترین موتورهای گرافیکی، فرایند پوسته گذاری به لطف یک برنامه سایه زن در واحد پردازش گرافیک انجام می شود.
برای یک مش چند ضلعی، هر راس می تواند برای هر استخوان وزن ترکیبی داشته باشد. برای محاسبه موقعیت نهایی راس، برای هر استخوان یک ماتریس تحول ایجاد می شود که وقتی روی راس اعمال می شود، ابتدا راس را در فضای استخوان قرار می دهد و سپس آن را دوباره در فضای مش برمی گرداند. پس از اعمال ماتریس به راس، با توجه به وزن مربوطه اش مقیاس بندی می شود. به این الگوریتم پوسته گذاری ماتریس پالت یا پوسته گذاری مختلط خطی می گویند.  زیرا مجموعه تحولات استخوانی (ذخیره شده به عنوان ماتریس تبدیل) یک پالت را برای انتخاب راس پوست تشکیل می دهد.

### مزایا و معایب

#### نقاط قوت
- استخوان نشان دهنده مجموعه ای از رئوس (یا برخی از اشیا دیگر است که نمایانگر چیزی مانند پا است)
  - سازنده انیمیشن باید جنبه های کمتری از مدل را کنترل کند.
    - سازنده انیمیشن می تواند روی حرکت در مقیاس بزرگ تمرکز کند.

  - استخوانها به طور مستقل متحرک هستند.
- یک انیمیشن را می توان با حرکات ساده استخوان ها، به جای راس به راس (در مورد مش چند ضلعی) تعریف کرد.

#### نقاط ضعف
- استخوان فقط نمایانگر مجموعه ای از رئوس (یا برخی از اشیای دقیقاً مشخص شده دیگر) است و انتزاعی یا مفهومی نیست.
  - حرکت عضلانی واقعی و حرکت پوست را فراهم نمی‌کند. راه حل های ممکن برای این مشکل:
    - کنترل کننده های عضلانی ویژه که به استخوان ها متصل هستند.
    - مشاوره با متخصصان فیزیولوژی، برای افزایش دقت واقع گرایی اسکلتی عضلانی با شبیه سازی دقیق آناتومی مجازی.

## برنامه های کاربردی
انیمیشن اسکلتی راهی استاندارد برای متحرک سازی شخصیت ها یا اشیا مکانیکی برای مدت زمان طولانی (معمولاً بیش از 100 فریم) است. این گزینه معمولاً توسط هنرمندان بازی های ویدیویی و در صنعت فیلم سازی استفاده می شود و همچنین می توان آن را روی اجسام مکانیکی و هر جسم دیگری که از عناصر و اتصالات سخت تشکیل شده است نیز استفاده کرد.
ضبط عملکرد (یا ضبط حرکت ) می تواند زمان توسعه انیمیشن اسکلتی را تسریع کرده و همچنین سطح واقع گرایی را افزایش دهد.
برای حرکتی که برای ضبط عملکرد بسیار خطرناک است، شبیه سازی های رایانه ای وجود دارد که به طور خودکار فیزیک حرکت و مقاومت را با فریم های اسکلتی محاسبه می کند. ویژگی های آناتومی مجازی مانند وزن اندام ها، واکنش عضلانی، قدرت استخوان و محدودیت های مفصلی ممکن است برای پرش، کمانش، شکستگی و افتادن واقع گرایانه اضافه شوند که به عنوان بدلکاری مجازی شناخته می شود. با این حال شبیه سازی آناتومی مجازی کاربرد های دیگری در صنایع نظامی  و واکنش اضطراری هم دارد. از سربازان مجازی، نیروهای امدادی، بیماران، مسافران و عابران پیاده می توان برای آموزش، مهندسی مجازی و آزمایش مجازی تجهیزات استفاده کرد. فناوری آناتومی مجازی ممکن است برای تقویت بیشتر فناوری انیمیشن و شبیه سازی با هوش مصنوعی ترکیب شود.